# Фрай, Даэл
Даэл Джонатан Фрай (англ. Dael Jonathan Fry; род. 30 августа 1997, Мидлсбро) — английский футболист, центральный защитник клуба «Мидлсбро».

## Клубная карьера

### «Мидлсбро»
Фрай начал заниматься футболом в местной команде «Кливленд Юниорс», где его заметили тренеры «Мидлсбро» и в 9 лет он перебрался в Академию «Боро». В октябре 2014 года подписал свой первый профессиональный контракт с клубом.
За основную команду Даэл дебютировал в возрасте 17 лет, 9 августа 2015 года в матче открытия сезона 2015/16 против «Престон Норт Энд» (0:0), в котором был признан «Лучшим игроком матча». 14 сентября Фрай подписал новый пятилетний контракт с клубом.
В качестве капитана молодёжной команды «Мидлсбро» (до 19 лет) Даэл принимал участие в юношеской лиге УЕФА 2015/16, сыграв в 4 встречах.
В феврале 2016 года, после травмы основного защитника Даниэля Айялы, менеджер «Мидлсбро» Айтор Каранка вновь предоставил шанс Фраю и 15 февраля тот отыграл полный матч против «Лидс Юнайтед» (0:0), а затем сыграл ещё в 5 встречах.
В сезоне 2016/17, после возвращения из «Ротерема», Фрай принял участие лишь в двух встречах за «Мидлсбро» — против «Аккрингтон Стэнли» и «Манчестер Сити» в рамках Кубка Англии.

### Аренда «Ротерем Юнайтед»
31 августа 2016 года Фрай продлил контракт с «Мидлсбро» до 2021 года и в тот же день на правах сезонной аренды отправился в клуб Чемпионшипа «Ротерем Юнайтед». Дебютировал 10 сентября, отыграв все 90 минут в домашней встрече против «Бристоль Сити» (2:2). Сыграв 10 матчей, после отставки с поста главного тренера Алана Стаббса потерял место в составе и 4 января 2017 года аренда была досрочно расторгнута, а Фрай вернулся в расположение «Мидлсбро».

## Карьера за сборную
В январе 2014 года, в возрасте 16 лет, Фрай впервые был вызван в юношескую сборную Англии (до 17). В мае 2014 года в составе сборной Англии (до 17) стал чемпионом Европы на чемпионате Европы 2014.
В июле 2016 года в составе сборной Англии (до 19) принимал участие в чемпионате Европы 2016, где англичане дошли до полуфинала.
Летом 2017 года в составе сборной Англии (до 20) участвовал в молодёжном чемпионате мира 2017, где сыграл в 3 встречах и помог своей сборной выиграть первенство. С сентября 2017 года привлекается в молодёжную сборную Англии. В июне 2018 года в её составе стал победителем престижного Тулонского турнира, сыграв все 5 матчей и забив 2 мяча.

## Статистика
| Клуб                     | Сезон      | Лига         | Лига  | Лига | Кубок Англии | Кубок Англии | Кубок лиги | Кубок лиги | Другое | Другое | Итог  | Итог |
| Клуб                     | Сезон      | Дивизион     | Матчи | Голы | Матчи        | Голы         | Матчи      | Голы       | Матчи  | Голы   | Матчи | Голы |
| ------------------------ | ---------- | ------------ | ----- | ---- | ------------ | ------------ | ---------- | ---------- | ------ | ------ | ----- | ---- |
| Мидлсбро                 | 2015/16    | Чемпионшип   | 7     | 0    | 0            | 0            | 1          | 0          | —      | —      | 8     | 0    |
| Мидлсбро                 | 2016/17    | Премьер-лига | 0     | 0    | 2            | 0            | 0          | 0          | —      | —      | 2     | 0    |
| Мидлсбро                 | 2017/18    | Чемпионшип   | 13    | 0    | 1            | 0            | 3          | 0          | 1      | 0      | 18    | 0    |
| Мидлсбро                 | 2018/19    | Чемпионшип   | 34    | 0    | 2            | 0            | 3          | 0          | —      | —      | 39    | 0    |
| Мидлсбро                 | 2019/20    | Чемпионшип   | 36    | 0    | 2            | 0            | 0          | 0          | —      | —      | 38    | 0    |
| Мидлсбро                 | 2020/21    | Чемпионшип   | 32    | 1    | 0            | 0            | 2          | 0          | —      | —      | 34    | 1    |
| Мидлсбро                 | 2021/22    | Чемпионшип   | 33    | 1    | 3            | 0            | 0          | 0          | —      | —      | 36    | 1    |
| Мидлсбро                 | Итог       | Итог         | 155   | 2    | 10           | 0            | 9          | 0          | 1      | 0      | 175   | 2    |
| Ротерем Юнайтед (аренда) | 2016/17    | Чемпионшип   | 10    | 0    | —            | —            | —          | —          | —      | —      | 10    | 0    |
| Общий итог               | Общий итог | Общий итог   | 165   | 2    | 10           | 0            | 9          | 0          | 1      | 0      | 185   | 2    |

1. ↑  Матч в плей-офф Чемпионшипа

## Достижения
«Мидлсбро»
- Вице-чемпион Футбольной лиги Англии: 2015/16

 Сборная Англии
- Чемпион Европы (до 17 лет): 2014
- Чемпион Мира (до 20 лет): 2017
- Победитель Тулонского турнира (до 21 года): 2018